# سیرکل
سیرکل (انگلیسی: Circle) یک شرکت ارائه دهنده خدمات مالی است که از فناوری بلاکچین برای پرداخت‌های همتا به همتا استفاده می‌کند.
سیرکل در سال ۲۰۱۳ راه اندازی شد. این شرکت در سال ۲۰۱۸ استیبل کوین USDC را معرفی کرد. این استیبل کوین یک ارز دیجیتال است که ارزش آن با دلار آمریکا مرتبط است و به گونه ای طراحی شده‌است که قیمت ثابت ۱ دلار یا نزدیک به آن را نگه دارد. دفتر مرکزی این شرکت در بوستون، ماساچوست است.